# 丹寨県
丹寨県（たんさい-けん）は中華人民共和国貴州省黔東南ミャオ族トン族自治州に位置する県。

## 歴史
1913年（民国2年）に設置された八寨県を前身とする。1941年（民国30年）に丹江県西部を統合し丹寨県とされた。その後1951年に丹寨県ミャオ族自治区、1955年に丹寨ミャオ族自治県、1961年に丹寨県と改称された。1958年に一旦廃止され、旧丹江県地区が分割され八寨県とされたが、1962年に再び丹寨県が設置され、現在に至る。

## 行政区画
下部に4鎮、2郷を管轄する
- 鎮
  - 竜泉鎮、興仁鎮、排調鎮、楊武鎮
- 郷
  - 雅灰郷、南皋郷

## 交通

### 道路
- 高速道路
  - 厦蓉高速道路
  - S62 余安高速道路
- 国道
  - G321国道